# Рубе-Туркуэн
«Рубе-Туркуэн» (фр. Club Olympique de Roubaix Tourcoing) — бывший французский футбольный клуб из города Рубе, департамента Нор. Клуб основан в 1945 году после слияния трёх клубов: «Эксельсиор», «Рубе» и «Туркуэн». «Рубе-Туркуэн» выиграл чемпионат Франции в сезоне 1946/47. Клуб был расформирован в 1970 году, после того как опустился в низшие дивизионы французского футбола.

## История
«Рубе-Туркуэн» был основан в 1945 году путём слияниях трёх клубов города Рубе: «Эксельсиор», «Рубе» и «Туркуэн».
В этом же году клуб получил профессиональный статус и принял участие в высшем дивизионе чемпионата Франции по футболу. В своей первой игре на профессиональном уровне команде удалось обыграть «Сент-Этьен» со счётом 3:1. Сам сезон 1945/1946 команда закончила на 3 месте, пропустив вперёд «Сент-Этьен» на 3 очка и на 4 очка «Лилль».
В сезоне 1946/1947 «Рубе-Туркуэн» смог добиться наивысшего достижения, выиграв чемпионат Франции. Команда набрала в свой актив 53 очка в 38 матчах и закончила сезон на первом месте, обойдя «Реймс» и «Страсбур» на 4 очка.
В следующие годы «Рубе-Туркуэн» заканчивал чемпионаты в середине таблицы, а в сезоне 1954/1955, заняв последнее 18 место, покинул Лигу 1.
В общей сложности на высшем уровне клуб провёл 10 сезонов. Следующие 8 сезонов клуб на средних позициях выступал во втором по силе дивизионе Франции.
В 1963 году «Рубе-Туркуэн» закончил сезон на 14 месте и был вынужден покинуть Лигу 2 и вылететь в третий полупрофессиональный дивизион. По финансовым причинам клуб отказался от профессионального статуса. В этот момент футбольный клуб «Рубе», на основе которого и был когда-то основан «Рубе-Туркуэн», решил отделиться и получить независимость.
С 1963 по 1970 год команда выступала в региональной лиге. В этот момент другой футбольный клуб «Эксельсиор» решил получить свою независимость для выступления в Лиге 3.
Когда «Рубе-Туркуэн» остался без поддержки двух фундаментальных клубов «Эксельсиор» и «Рубе», он был расформирован. Это произошло 15 июня 1970 года.

## Достижения
- Чемпионат Франции
  - Чемпион: 1946/47
  - Бронзовый призёр: 1945/46